# Current Drug Metabolism
Current Drug Metabolism, abgekürzt Curr. Drug Metab., ist eine wissenschaftliche Fachzeitschrift, die vom Bentham Science-Verlag veröffentlicht wird. Die Zeitschrift erscheint derzeit mit zehn Ausgaben im Jahr. Es werden Übersichtsarbeiten zum Thema Arzneistoffwechsel veröffentlicht.
Der Einflussfaktor lag im Jahr 2014 bei 2,976. Nach der Statistik des ISI Web of Knowledge wird das Journal mit diesem Impact Factor in der Kategorie Biochemie und Molekularbiologie an 125. Stelle von 289 Zeitschriften und in der Kategorie Pharmakologie und Pharmazie an 82. Stelle von 254 Zeitschriften geführt.